# Samuel Wanjiru

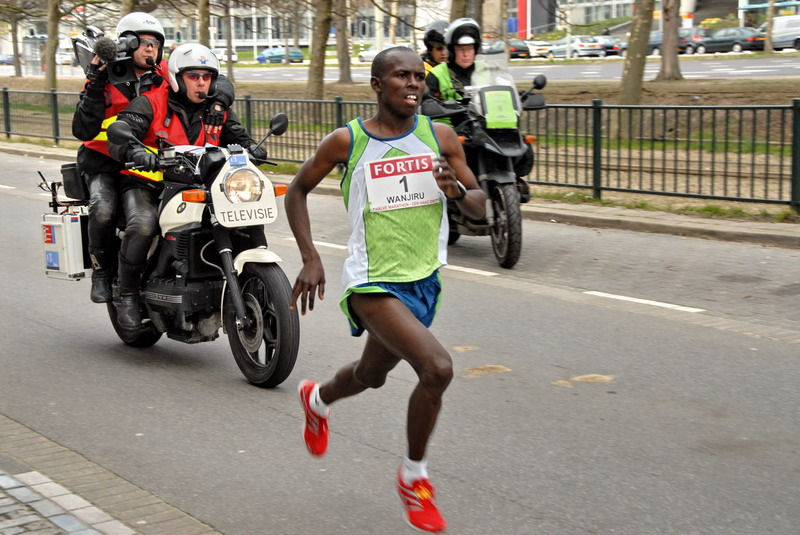
Samuel Wanjiru op weg naar zijn wereldrecord tijdens de City-Pier-City Loop in 2007.

Samuel Kamau Wanjiru (Nyahururu, 10 november 1986 – aldaar, 15 mei 2011) was een Keniaanse langeafstandsloper. Hij verbeterde meerdere wereldrecords op verschillende afstanden tussen 15 km en de halve marathon. In 2008 werd hij olympisch kampioen op de marathon en vestigde daarbij een olympisch record.

## Biografie

### Wereldrecord op City-Pier-City loop
Op 17 maart 2007 verbeterde Wanjiru tijdens de Fortis City-Pier-City Loop in Den Haag het wereldrecord op de halve marathon tot 58.33. Het was, nadat Paul Tergat in 1998 in Milaan 59.17 liep, in anderhalf jaar tijd officieel al de vierde maal dat dit wereldrecord onder vuur werd genomen. Op 11 september 2005 opende Wanjiru, toen als achttienjarige, de aanval tijdens de tweede editie van de Fortis Halve Marathon van Rotterdam, door in 59.16 precies één seconde van de tijd van Tergat af te snoepen. Vervolgens was het de beurt aan Haile Gebrselassie, die op 15 januari 2006 het record tijdens de P.F. Chang's Rock 'N' Roll Arizona marathon in Tempe (VS) bijstelde tot 58.55. Ruim een jaar later, op 6 februari 2007 tijdens de halve marathon van Ras al-Khaimah, antwoordde Wanjiru met 58.53, korte tijd later gevolgd door die prestatie van 58.33 in Den Haag. Overigens is het record sinds 2005 eigenlijk al vijf keer verbeterd. Een week na Wanjiru’s eerste recordprestatie in Rotterdam liep de Eritreër Zersenay Tadese in Newcastle de halve marathon in 59.05. Aangezien het hier ging om een point-to-point parkoers, is dit record echter nooit erkend.

### Sinds vijftiende jaar woonachtig in Japan
Wanjiru, sinds 26 augustus 2005 met 26.41,75 tevens houder van het wereldrecord op de 10.000 m bij de junioren, is afkomstig uit Nyahururu. Hij begon in 2000 op de middelbare school met hardlopen. Op vijftienjarige leeftijd werd hij gescout door het fabrieksteam van Toyota. De Japanse coach Koichi Morishita, zelf winnaar van de zilveren medaille op de marathon tijdens de Olympische Spelen van 1992 in Barcelona, haalde hem over om naar Japan te komen. Niet alleen werd zijn aanleg voor de lange afstanden daar verder ontwikkeld, hij kreeg er ook een opleiding tot automonteur en leerde de taal spreken, niet onbelangrijk voor een Keniaan met een Japanner als coach. "Ik train overigens voornamelijk in Kenia", zo vertelde de kersverse CPC-winnaar. "Ook omdat ik tegenwoordig niet langer dan twee maanden achtereen in Japan mag verblijven vanwege mijn tijdelijke verblijfsvergunning."
Wanjiru zal geen spijt hebben gehad van zijn opmerkelijke verhuizing, want financieel voer hij er wel bij. Met zijn eerste wereldrecord in Dubai verdiende hij 25.000 dollar en na zijn nieuwe wereldrecordprestatie in Den Haag lag eenzelfde bonus op het Lange Voorhout op hem te wachten. Direct na de dopingcontrole in Den Haag vertelde Wanjiru, dat hij zijn moeder telefonisch over zijn overwinning zou inlichten. "Ik zal haar zeggen dat het geld dat ik vandaag heb verdiend bestemd is voor het weeshuis waar ze werkt. Ik wil dat die kinderen ook een beetje plezier hebben."

### Olympisch kampioen in recordtijd
Op 2 december 2007 wint Wanjiru de 61ste editie van de marathon van Fukuoka in de tijd van 2:06.39, een parcoursrecord. De Keniaan realiseert hiermee in één keer twee doelen: zijn debuutmarathon winnen en een parcoursrecord vestigen. De Ethiopiër Deriba Merga, de enige atleet die hem tot voorbij het 40-kilometerpunt weet bij te houden, wordt tweede in 2:06.50, eveneens onder het oude parcoursrecord van 2:06.51 uit 2000. Van de Japanse kandidaten voor het olympische marathonteam zegeviert Atsushi Sato, die derde wordt in 2:07.13.
In februari 2008 won hij de Zayed Marathon, de eerste editie van een halve marathon die meteen de rijkste halve marathon ter wereld is. In Abu Dhabi, waar dus 21,1 kilometer werd gelopen, won hij daarmee maar liefst 300.000 dollar.
De Londen Marathon weet Wanjiru op 13 april 2008 net niet te winnen; hij wordt tweede achter Martin Lel, zij het in de zeer scherpe tijd van 2:05.24, een verbetering van zijn persoonlijk record met 1 minuut en 15 seconden.
Op 24 augustus 2008, de laatste dag van het atletiekprogramma op de Olympische Spelen van 2008 in Peking, is de Keniaanse wereldrecordhouder op de halve marathon de grote smaakmaker op de marathon voor mannen. Vanaf de start trekt de 21-jarige atleet de groep van bijna honderd lopers uit elkaar. In een race waarin Wanjiru vrijwel voortdurend aanvallend loopt, houdt van de steeds verder uitgedunde kopgroep de Marokkaan Jaouad Gharib het langst stand. Ten slotte is ook hij echter niet opgewassen tegen de kleine Keniaan, die finisht in 2:06.32, een olympisch record. Gharib wordt tweede in 2:07.16. Het is de eerste keer dat een Keniaan de marathon op de Olympische Spelen wint. 'Ik wilde voortdurend aanvallen, dat was mijn strategie', zo verklaarde de winnaar achteraf. Eén doel bereikt hij niet. 'Ik wilde mijn persoonlijk record verbeteren.'

### 'Team Sam'
Een maand na zijn olympische overwinning maakte Wanjiru bekend, dat hij een eigen loopteam ging starten. Het team kreeg de naam "Team Sam" en zou bestaan uit Keniaanse lopers en een Japanse begeleidingsstaf. Wanjiru, op dat moment alweer zo’n jaar of zes woonachtig in de Japanse stad Fukuoka, had tot dan toe deel uitgemaakt van het atletiekteam van Toyota. Hij ging trainen in Fukuoka en Kenia en had als volgende doel een aanval op het wereldrecord van Haile Gebrselassie.
Wanjiru werd in 2005 benoemd tot Kenia’s Most Promising Sportsman of the Year.

### Overlijden
Op 15 mei 2011 overleed Samuel Wanjiru na een val van het balkon van zijn huis in Nyahururu, een plaats in de Riftvallei. Volgens de eerste berichten in Keniaanse media zou Wanjiru zijn gesprongen na een ruzie met zijn vrouw Triza Njeri, maar helemaal duidelijk was dat niet. Het echtpaar had al eerder problemen. Nog in maart wist Wanjiru maar net gevangenisstraf te ontlopen, nadat hij zijn vrouw en een bewaker met een geweer had bedreigd. Op het laatste moment werd toen de aanklacht tegen hem ingetrokken. Bovendien kampte Wanjiru al enige tijd met een drankprobleem.

Werd aanvankelijk gedacht aan een ongeval of zelfmoord, volgens het Keniaanse dagblad Daily Nation begint het steeds meer op moord te lijken. Wanjiru blijkt te zijn bezweken aan een verwonding aan het achterhoofd. Volgens deskundigen past die verwonding niet bij een val van een betrekkelijk laag balkon, eerder aangeduid als de oorzaak van zijn overlijden.

## Titels
- Olympisch kampioen marathon - 2008

## Persoonlijke records
Baan
| Onderdeel | Prestatie | Datum            | Plaats    |
| --------- | --------- | ---------------- | --------- |
| 1500 m    | 3.50,28   | 30 juli 2003     | Nagasaki  |
| 5000 m    | 13.12,40  | 29 april 2005    | Hiroshima |
| 10.000 m  | 26.41,75  | 26 augustus 2005 | Brussel   |

Weg
| Onderdeel      | Prestatie     | Datum            | Plaats         |
| -------------- | ------------- | ---------------- | -------------- |
| 10 km          | 27.27         | 17 maart 2007    | Den Haag       |
| 15 km          | 41.29         | 9 februari 2007  | Ras al-Khaimah |
| 20 km          | 55.31 (ex-WR) | 17 maart 2007    | Den Haag       |
| halve marathon | 58.33 (ex-WR) | 17 maart 2007    | Den Haag       |
| 25 km          | 1:13.58       | 24 augustus 2008 | Peking         |
| 30 km          | 1:30.05       | 2 december 2007  | Fukuoka        |
| marathon       | 2:05.10       | 26 april 2009    | Londen         |

## Wereldrecords
- 15 km - 41.29 (Doha, 11 december 2002)
- 20 km - 55.31 (Den Haag, 17 maart 2007)
- halve marathon - 59.16 (Rotterdam, 11 september 2005)
- halve marathon - 58.53 (Ras al-Khaimah, 9 februari 2007)
- halve marathon - 58.33 (Den Haag, 17 maart 2007)

## Palmares

### 5000 m
- 2003: 4e Mito Meeting - 13.45,21
- 2003: 12e Japanse kamp. - 13.49,43
- 2005: 4e Oda Memorial Meeting in Hiroshima - 13.12,40
- 2005:  Golden Games- Race D in Nobeoka - 13.17,28
- 2007: 4e Golden Games in Nobeoka - 13.18,25
- 2007:  Hokuren Distance Meeting in Abashiri - 13.23,85

### 10.000 m
- 2005:  Hyogo Relays- Race 1 in Kobe - 27.32,43
- 2005:  Shizuoka International Meeting - 27.08,00
- 2005:  Japanse kamp. in Tokio - 27.41,64
- 2005:  Distance Challenge Meeting #3 in Fukagawa - 27.39,34
- 2005:  Memorial Van Damme – 26.41,75
- 2007:  Hokuren Distance Meeting in Shibetsu - 27.20,99
- 2007: 4e WK selectie wedstrijden in Nairobi - 28.23,0

### 10 km
- 2006:  World's Best in San Juan - 28.08,2
- 2008:  Memorial Peppe Greco in Scicli - 29.09
- 2008:  Saint Just-Saint Rambert - 29.46

### 15 km
- 2009: 4e Great Australian Run in Melbourne - 44.20

### 10 Eng. mijl
- 2005:  Kosa - 45.10

### halve marathon
- 2005:  halve marathon van Sendai - 59.43
- 2005:  halve marathon van Rotterdam - 59.15,8
- 2006:  halve marathon van Lissabon - 59.37
- 2007:  halve marathon van Ras al-Khaimah - 58.53 (WR)
- 2007:  City-Pier-City Loop - 58.33 (WR)
- 2007:  Great North Run - 1:00.18
- 2007: 51e WK in Udine - 1:03.51
- 2008:  halve marathon van Granollers - 59.26
- 2008:  halve marathon van Abu Dhabi - 1:00.33
- 2008:  halve marathon van Vila Nova de Gaia - 1:01.25
- 2008:  halve marathon van Porto - 1:01.24
- 2009:  halve marathon van Granollers - 1:01.13
- 2010:  halve marathon van New Orleans - 1:01.33

### marathon
- 2007:  marathon van Fukuoka - 2:06.39
- 2008:  marathon van Londen - 2:05.24
- 2008:  OS - 2:06.32 (OR)
- 2009:  marathon van Londen - 2:05.10
- 2009:  Chicago Marathon - 2:05.41
- 2010:  Chicago Marathon - 2:06.23

### veldlopen
- 2003:  Fukuoka Crosscountry - 29.13
- 2004:  Chiba International Crosscountry (12 km) - 35.04
- 2004:  Fukuoka Crosscountry - 29.02
- 2005:  Chiba International Crosscountry (12 km) - 34.54
- 2005:  Fukuoka Crosscountry - 29.20

1896: Spiridon Louis ·
1900: Michel Théato ·
1904: Thomas J. Hicks ·
1908: John Hayes ·
1912: Kenneth McArthur ·
1920: Hannes Kolehmainen ·
1924: Albin Stenroos ·
1928: Ahmed Boughéra El Ouafi ·
1932: Juan Carlos Zabala ·
1936: Sohn Kee-chung ·
1948: Delfo Cabrera ·
1952: Emil Zátopek ·
1956: Alain Mimoun ·
1960: Abebe Bikila ·
1964: Abebe Bikila ·
1968: Mamo Wolde ·
1972: Frank Shorter ·
1976: Waldemar Cierpinski ·
1980: Waldemar Cierpinski ·
1984: Carlos Lopes ·
1988: Gelindo Bordin ·
1992: Hwang Young-cho ·
1996: Josia Thugwane ·
2000: Gezahegne Abera ·
2004: Stefano Baldini ·
2008: Samuel Wanjiru ·
2012: Stephen Kiprotich ·
2016: Eliud Kipchoge ·
2020: Eliud Kipchoge ·
2024: Tamirat Tola
- World Athletics: 14209960
- International Standard Name Identifier: 0000 0004 0363 9168
- Library of Congress Control Number: n2013208569
- Nederlandse Thesaurus van Auteursnamen: 341756741
- Virtual International Authority File: 285261613
- WorldCat: E39PBJmHHMCMbjg3QQfCPRgR8C